# Francesco Anca
Francesco Anca o Anca di Mangalaviti (Palermo, gennaio 1803 – Palermo, 8 febbraio 1887) è stato un nobile, politico e paleontologo italiano.
Nobile insignito del titolo di barone di Mangalaviti, fu deputato dell'VIII e dell'XI legislatura del Regno d'Italia.